# Мартин-Лёф, Пер
Пер Мартин-Лёф (швед. Per Martin-Löf; род. 8 мая 1942) — шведский логик, статистик и философ. Член Шведской королевской академии наук.
В 1964—1965 годах учился в МГУ у Андрея Колмогорова. В 1970 году защитил диссертацию в Стокгольмском университете, в дальнейшем занимался научной и преподавательской деятельностью. В настоящее время профессор философии математики Стокгольмского университета.
Широкую известность получили его работы в области статистики и алгоритмической теории вероятностей, основаниям математики и логики, алгоритмической теории информации и теории конструкций. Создатель интуиционистской теории типов, ставшей основой для ряда систем для оснований математики (в том числе, унивалентных оснований) и базой для большинства современных систем автоматического доказательства.

## Основные труды
- The continuity theorem on a locally compact group, 1965
- Probability theory on discrete semigroups, 1965
- The Definition of Random Sequences, 1966
- Statistics from the point of view of statistical mechanics, 1966
- Statistiska Modeller: Anteckningar fran seminarier läsåret 1969—1970, 1970
- Exact tests, confidence regions and estimates, 1974
- Constructive mathematics and computer programming, 1982
- Intuitionistic type theory, 1984
- On the Meanings of the Logical Constants and the Justifications of the Logical Laws, 1996